# Corydalis paschei
Corydalis paschei är en vallmoväxtart som beskrevs av Lidén. Corydalis paschei ingår i släktet nunneörter, och familjen vallmoväxter. Inga underarter finns listade i Catalogue of Life.